# Carl Emil Schorske
Carl Emil Schorske (Nova Iorque, 15 de março de 1915 - 14 de setembro de 2015) foi um historiador interdisciplinar e professor emérito da Universidade de Princeton. Em 1981 recebe o prêmio Pulitzer, na categoria não ficção, por seu livro Vienna Fin-de-Siècle (1980), aonde faz uma importante análise da intelectualidade europeia da época. Trabalhou na Universidade Wesleyan (1950), Berkeley nos agitados anos 60, e depois em Princeton (1970), até sua aposentadoria (1980).

## Biografia
Estudou na Universidade de Columbia em 1936 e recebeu seu doutorado em Harvard. Seu primeiro livro German Social Democracy (1955) descreve o Partido Social Democrata Alemão e a luta interna dos oposicionistas de esquerda, entre eles Rosa de Luxemburgo e Karl Liebknecht, e os reformistas durante os anos de 1905 a 1917. Em 1980 publica Fin-De-Siècle Vienna: Politics and Culture e em 1998 Pensando com a História (Thinking with History: Explorations in the Passage to Modernism), livros fundamentais na análise da cultura do século XX.

## Citações
Clio a musa da História
| “ | "A história é uma das poucas disciplinas que pode se gabar de ter uma musa, Clio, graças à inteligentzia acadêmica de Alexandria, que a designou para o nosso ofício. [...] Ela tece seu fio, em parte, com materiais que escolheu e cardou, mas não plantou, e, em parte, com conceitos que adotou, mas não criou. Sua habilidade especial é trançá-los num relato significativo no tear do tempo – um tear que é realmente seu" (pg.1). | ” |

Moderno
| “ | "Em muitos campos de atividade intelectual, a Europa do século XX orgulhosamente afirmava sua independência ao passado. (…) a palavra “moderno” inicialmente tornou-se de alguma forma o contorno de um grito de guerra, mas apenas como uma antitese de “antigo” - implicando um contraste com a antiguidade clássica. Entretanto, nos últimos cem anos, isto implica tornar o “moderno” uma distinção na percepção de nossas vidas e do tempo diferente de tudo que havia antes, tal como a história como totalidade. Arquitetura moderna, musica moderna, filosofia moderna, ciências modernas – tudo se definia não como fora do passado, e infelizmente raramente contra o passado, mas na independência do passado. A mente moderna cresce indiferente à história porque a história, concebida como uma tradição continuamente fomentada, tornou-se inútil para ela (1981, p.xvii).". | ” |

## Livros
- Viena Fin de Siècle. SP: Companhia das Letras, 1990.
- Pensando com a História. SP: Companhia das Letras, 2000.

em inglês
- German Social Democracy, 1905-1917: The Development of the Great Schism (1955)
- Fin-De-Siècle Vienna: Politics and Culture (1980)
- Thinking with History (1999)